# Bergdörfer von Oberswanetien
Die Bergdörfer von Oberswanetien im Nordwesten Georgiens weisen eine Reihe architektonischer Besonderheiten auf, weswegen Uschguli (georgisch უშგული, Ushguli) als eines dieser Dörfer, genau genommen ausschließlich der Ortsteil Tschaschaschi (ჩაჟაში, Chazhashi) mit 1,09 ha Fläche 1996 zum UNESCO-Weltkulturerbe erklärt wurde. In der Zeit der Sowjetunion war dieser Ortsteil bereits seit 1971 als Uschguli-Tschaschaschi-Museum geschützt worden. Dazu kommen 19,16 ha Pufferzone, worin die weiteren Ortsteile Uschgulis mit der erhaltenen historischen Bausubstanz und die in Bergbauernlandwirtschaftlich genutzte Kulturlandschaft (Milch- und Fleischviehwirtschaft und Kartoffelanbau) einbezogen sind.

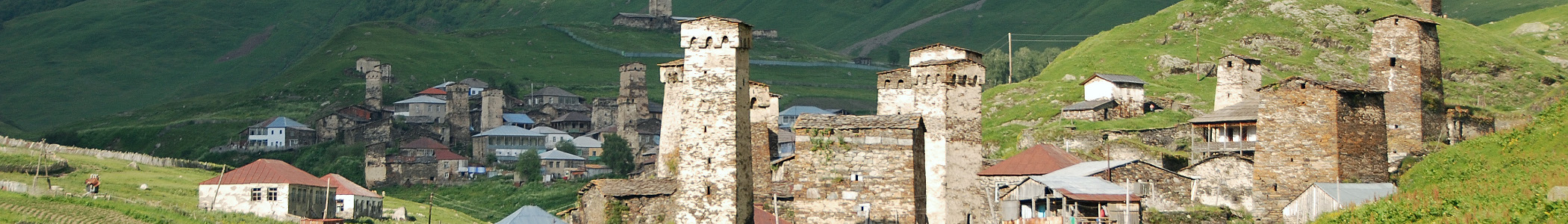
Der Ort Uschguli, die mittelalterlichen Wohntürme sind zu erkennen

Nach Einschätzung der UNESCO-Kommission repräsentieren die Bergdörfer Ober-Swanetiens dort, wo sie weitestgehend unversehrt erhalten sind, einen Kulturraum, in dem sich die Architektur mittelalterlichen Ursprungs auf einzigartige Weise mit einer beeindruckenden, authentischen Berglandschaft verbindet. Diese sind, abgesehen von Tschaschaschi, aber nicht Teil des Weltkulturerbes. Dank traditioneller Formen der Landnutzung habe sich, laut dem International Council on Monuments and Sites (ICOMOS) nur in Tschaschaschi selbst die Verbindung von Architektur und Kulturlandschaft (Kriterium IV für Kulturerbe gemäß UNESCO-Statuten) bis heute idealtypisch erhalten. Der Welterbe-Status wird eng verbunden mit weiteren authentischen Merkmalen traditionellen swanischen Lebens (Kriterium V für Kulturerbe UNESCO-Statuten), die als Garantie für den Erhalt der bestehenden Mensch-Umwelt-Beziehung angesehen werden.

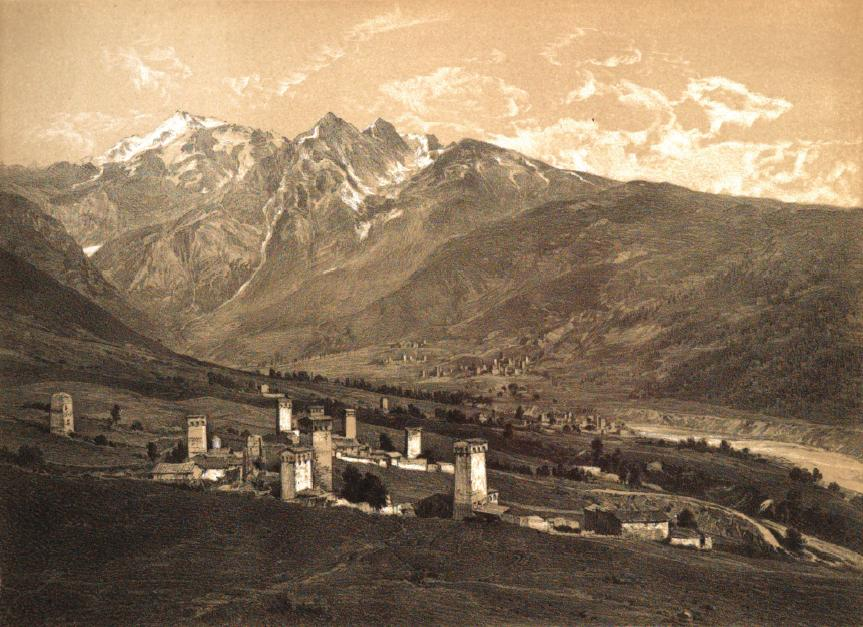
Abbildung von 1875 der Ortschaften Mulakhi und Mujali nordöstlich von Mestia.

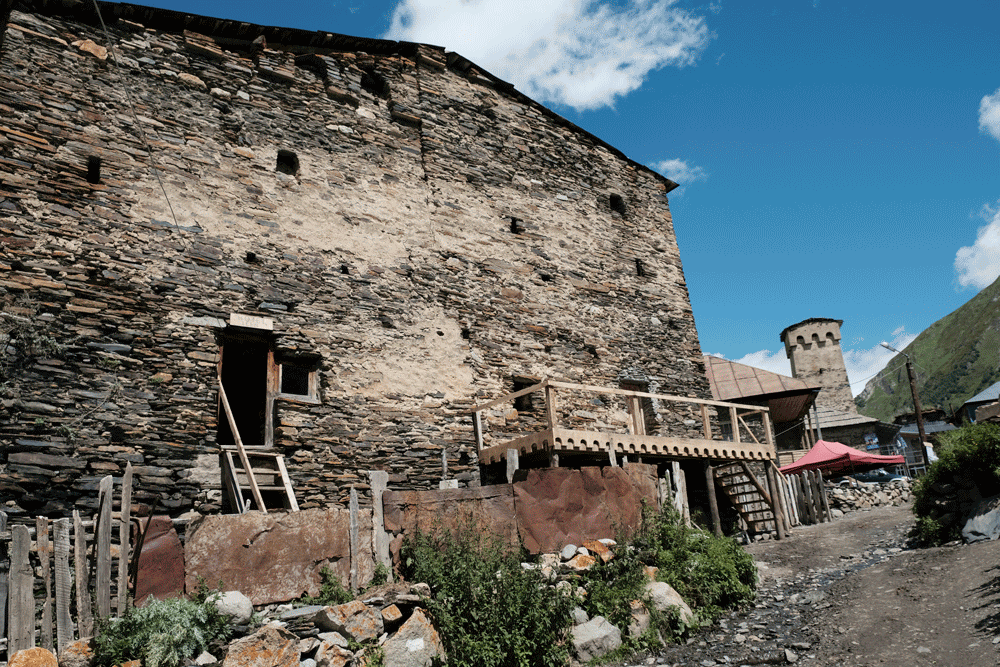
Das Towerhouse oder befestigte Wohnhaus in Schwibiani findet sich so nur in Ushguli in Georgien (Oberswanetien)

Die Bergdörfer Oberswanetiens liegen im Enguri-Tal im Großen Kaukasus und dessen Seitentälern. Mestia, das Verwaltungszentrum Oberswanetiens, verzeichnet laut dem Tourism Center Mestia wegen des reichen kulturellen und ökologischen Erbes stetig steigende Besucherzahlen (von unter 9000 im Jahr 2011 zu über 26000 im Jahr 2014).
Entlang des Enguri liegen, von Uschguli aus flussabwärts, die Bergdörfer Kala, Khalde, Ipari, Tsvirmi und Ieli. Der vom Adishi-Gletscher kommenden Lauf des Adishchala trifft in dem Bergdorf Ipari auf den Enguri. Enguri und Mulkhura treffen beim Dorf Latali zusammen. Von dort aus gelangt man entlang des Mulkhura flussaufwärts nach Mestia, hinter Mestia befindet sich noch das Bergdorf Mulakhi.
Uschguli ist, in der Regel innerhalb von Tagesausflügen von Mestia aus besucht, das Hauptziel von nach Oberswanetien reisenden Touristen. Die Dorfgemeinschaft gilt mit 2200 m über dem Meeresspiegel an ihrem höchsten Punkt als eine der höchstgelegenen, dauerhaft besiedelten Ortschaften Europas. In Sichtweite des Dorfes liegt der höchste Berg Georgiens, der Schchara mit einer Höhe von 5201 Metern, dessen Gletscher von Uschguli aus in etwa drei Stunden zu Fuß oder per Pferd erreicht werden kann.

## Architektonische Besonderheiten

### Wehrtürme
Eine architektonische Besonderheit der Dörfer stellen die mittelalterlichen Wehrtürme dar, die in unterschiedlicher Häufigkeit in fast allen Bergdörfern zu finden sind. Diese Türme verfügen über bis zu fünf Geschosse, wobei die oberen Etagen hauptsächlich Verteidigungszwecken dienten. Zu diesem Zwecke finden sich auf den meisten dieser Türme Wehrerker mit sogenannten Pechnasen, die dazu dienten angreifende Feinde mit Pech zu übergießen. Gewiss repräsentierte die Zahl der Türme zudem immer auch die Macht einzelner Abstammungsgemeinschaften. Auf dem sich nach oben, aus statischen Gründen, leicht kreisbogenförmig verjüngendem Turmbau sitzt ein Dachstuhl aus Holzbalken auf, der ein Giebeldach formt. Die Türme ohne Wehrerker, von denen aus die Gebäude verteidigt werden konnten, tragen Giebeldächer oder nach einer Seite hin abfallende Flachdächer. Die Dächer aller Türme sind mit Schieferplatten gedeckt, manche auch begehbar über terrassenartige Aufbauten. Die weniger mächtigen, aber ebenso hohen Türme erfüllten vermutlich auch Überwachungsfunktionen oder dienten als letzte Zuflucht in Verteidigungsfällen.
Rund um diese Türme befinden sich besondere Hausbauten, sogenannte Machubis, die meistens über zwei Geschosse verfügten. In diesen lebten Mensch und Tier. Aus dem oberen Stockwerk der Machubis, dem Darzabi, gibt es, für den Fall, dass diese direkt an einen Turm anschließen, einen Zugang zum Turm, in den sich die Bevölkerung im Falle eines feindlichen Angriffes zurückziehen konnte. Allein in der Dorfgemeinschaft Uschguli zählt die UNESCO insgesamt rund 200 historischer Gebäude. Viele ähnliche Anlagen in der Region sind allerdings verfallen oder zerstört und auch in Uschguli ist der Bestand historischer Bausubstanz stark gefährdet.
Das Innere der vier- bis fünfgeschossigen Türme mit einer durchschnittlichen äußeren Grundfläche von fünf mal fünf Metern lässt zudem Nutzungen als Getreidespeicher und Lager und auch als Wohnraum auf Zeit mit Kochstellen erkennen. Das Erdgeschoss und bei manchen mächtigen Türmen auch das aufsitzende erste Geschoss offenbaren eine weitere bauliche Besonderheit: Sie enthalten gemauerte Spitzbodengewölbedecken, die den Eindruck erwecken, als befinde man sich in einem kleinen Haus. Auf diese Weise werden die gewaltigen Kräfte der schweren Bauwerke auf die ungefähr einen Meter starken, an manchen Stellen noch mächtigeren Außenmauern und in das Fundament abgeleitet, wodurch die Standfestigkeit der Wehrtürme zusätzlich erhöht wird. Manche Türme enthalten innen laufende, verdeckte Steintreppen, die – aus Verteidigungsgründen – das Erdgeschoss von den Obergeschossen abtrennen, z. B. durch einen Zugang von außen. Bei anderen ist das erste Geschoss nur durch eine einziehbare Holzleiter erreichbar.

### Machubi
Der Machubi ist das zweite Bauwerk, das für die Bergdörfer in Oberswanetien typisch ist. Er besteht aus zwei Geschossen, wobei das Erd- oder Bodengeschoss als Winterwohnstätte sowohl Menschen als auch Tiere beherbergte, um die Körperwärme aller Lebewesen für die kalten Winter zu nutzen. Im Zentrum des Gebäudes befand sich die abzugslose Feuerstätte, die von einer Hängevorrichtung aus Holz überdeckt war, auf der Schieferplatten lagen. Diese verhinderten ein Hochschlagen der Flammen in das darüber liegende Stockwerk, den Darzabi, wo im Winter Heu für die Tiere und Nahrungsmittel für die Menschen gelagert waren.
Das flache Satteldach des Steingebäudes, das sparrenlos nur aus querlaufenden Balken aufgebaut ist, ist mit Schieferplatten gedeckt. Deren schwere Last erhöht sich im Winter noch durch die aufliegende Schneeschicht, die zugleich als Isolationsschicht wirkt. Im Zentrum wird das Dach durch eine massive Holzsäule gestützt, auf der übereinander gelagerte Balken eine, dem Winkel des Satteldachs folgende Dreiecksform erzeugen. Sie wird das auf den Balken lagernde Gewicht abgefangen und in die Senkrechte der zentralen Holzsäule abgeleitet.
Das Erdgeschoss enthielt, je nach Größe des Gebäudes, an bis zu vier zwei Seiten einen zwei- bis dreigeschossigen Holzeinbau, der einem durchgehend verlaufenden Stockbett- oder einem sehr tiefen Regalsystem ähnelt, das nach vorne hin verschalt ist. An unterster Stelle standen im Winter die Kühe, deren Köpfe durch Öffnungen zu den vorgelagerten Futtertrögen herausragten. Auf der nächsten Ebene standen Schafe, Ziegen und Kleinvieh wie Hühner, auf der obersten Eben waren die Betten der Menschen angebracht. Die gesamte Konstruktion, die in vielen Machubis der Bergdörfer Oberswanetiens noch erhalten sind, ist reich verziert mit Schnitzereien, die, je nach Ausführung und Güte, auf den Wohlstand der Familien hinweisen.
Um die Feuerstelle herum fanden sich auf dem mit Schieferplatten ausgelegten Boden weitere Möbelstücke wie Holzsessel für das Familienoberhaupt (makhushi), Bänke, Regale, Wiegen für Neugeborene und Kleinkinder oder Werkgegenstände zum Weben, Spinnen, Werkzeug- und Möbelbau usw. In Uschguli präsentiert sich heute ein Machubi als ethnographisches Museum, das mit vielen originalen Gegenständen ausgestattet ist, ganz oben im Ortsteil Schibiani (Chibiani/Zhibiani). Im Wechsel zwischen Machubis, Türmen und reinen Stallgebäuden spielte sich so das Leben der Familien im Jahresgang ab.

### Wohnturm,fortified houseoder Turmhaus
Ein nur in Uschguli vorkommender Gebäudetypus wird in der Literatur als befestigte Wohnstätte (fortified house), Wohnturm oder Turmhaus (tower house) bezeichnet. Von außen her den Türmen ähnlich, mit mindestens drei Geschossen und Wehrerkern unter der Dachkonstruktion des dritten oder vierten Stockwerks, ist dieser breiter und tiefer angelegt als jene. Die Innenräume folgen dem Vorbild der Machubis, die Schutzsysteme mit Kombinationen aus innen- und außenliegenden Treppen enthalten.
Alle drei Gebäudearten sind errichtet aus unregelmäßigen Quadern und Platten von Kalkbruchstein und Schiefer, verbunden mit kalk- und sandbasiertem Mörtel. Manche der Türme weisen heute noch Reste von Kalkputz auf, bei den meisten zeigt sich an der Oberfläche allerdings das vielfarbige Muster ihrer steinernen Hülle.

### Sakralbauten
Im 6. Jahrhundert kam das Christentum in die Region, sodass in den Orten erste Sakralbauten entstanden. In der Kirche des Erlösers in Uschguli finden sich viele schmuckvolle, mittelalterliche Wandmalereien. Im Ort Zhibiani (Chibiani) gibt es eine Kirche mit Malereien aus der Zeit der Renaissance. Swanetien war im gesamten Mittelalter trotz seiner abgeschiedenen Lage mit den georgischen Reichen verbunden. Die für gläubige Swanen wichtigste Ikone findet sich in dem Dorf Kala. Allein in Oberswanetien wurden im Mittelalter über 100 georgisch-orthodoxe Kirchen gebaut, die meisten in der Hochzeit der Kirchenbaukunst zwischen dem 9. und 13. Jahrhundert.

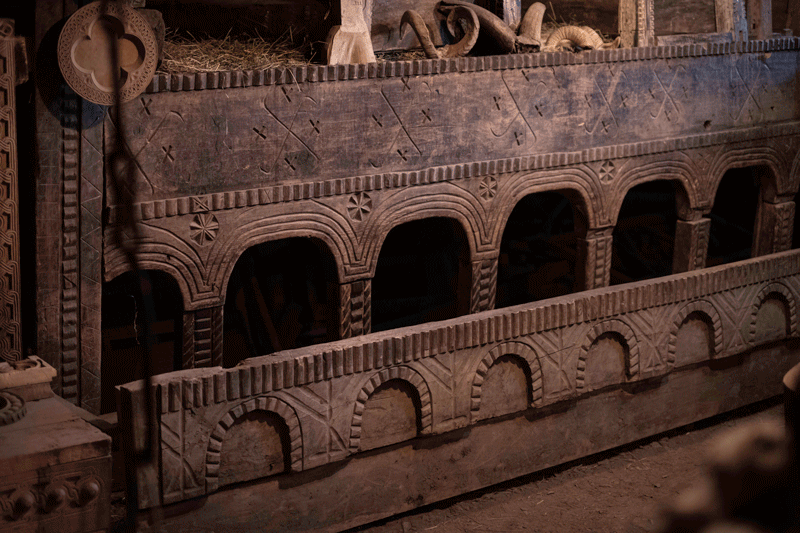
Ausschnitt aus dem mit Schnitzereien verzierten stockbettartigen Holzaufbau eines Machubi in Oberswanetien zur Beherbergung von Nutzvieh und Menschen.

## Geschichte
Die erste schriftliche Erwähnung der Dörfer erfolgte durch den griechischen Geographen Strabon im 1. Jahrhundert vor Christus. Bereits seit dem 4. Jahrhundert vor Christus war die Region ein Vasallenstaat des Königreichs von Lasika. Im 6. Jahrhundert nach Christus wurde die Region zunehmend christianisiert, aber heidnische Rituale spielten weiterhin eine gewichtige Rolle im religiösen Leben der Bewohner Swanetiens. Ab dem 12. Jh. n. Chr. gehörte Swanetien zum Vereinigten Königreich von Georgien. Dieses erlebte sein sogenanntes Goldenes Zeitalters zwischen dem 11. und 13. Jahrhundert. Mit dem Einbrechen mongolischer Streitkräfte zersplitterte das georgische Königreich zunehmend in viele regionale Herrschaftsgebiete mit einzelnen Feudalherren. Im 15. Jahrhundert entstand neben dem Fürstentum Dadeschkeliani-Swanetien im westlichen Oberswanetien, das Fürstentum Niederswanetien (Dadiani-Swanetien) und das sogenannte Freie Swanetien im östlichen Oberswanetien, wozu die Bergdörfer Oberswanetiens gezählt werden. Diese genossen in jener Zeit einen hohen Grad an Autonomie, da dort keine bestimmte Familie die Oberhand über die Organisation der politischen und ökonomischen Verhältnisse hatte.
1864 erfolgte die Angliederung Oberswanetiens und dessen Bergdörfer an das Russische Reich. Bereits zuvor wurde unter der Zeit des Einflusses des Russischen Reichs auf andere Regionen Georgiens und Niederswanetien (Kaukasuskrieg 1817–1864) versucht, gegen traditionelle Rechts- und Lebensvorstellungen vorzugehen, wie sie in ganz Georgien und besonders in den Bergdörfern Oberswanetiens verbreitet waren Auch während der kurzen Phase der Demokratischen Republik Georgien (1918–1921) gab es starke Bemühungen, die für ganz Swanetien typischen Gemeinschaftsversammlungen, Ältestenräten und Mediationsgerichten zu bekämpfen, weil sie einer Modernisierung der Gesellschaft und einer Umsetzung zentralstaatlichen Rechts entgegenstanden.

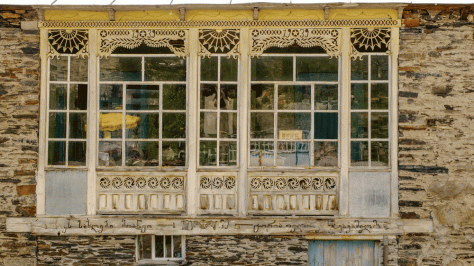
Einzug von Hammer und Sichel: Veränderungen in der Architektur der Bergdörfer während der Sowjetzeit

In der Zeit der Sowjetunion wurden diese Bemühungen mit Maßnahmen zur Umsetzung der marxistisch-leninistischen Ideologie fortgesetzt, um vor allem in den Bergregionen die als archaisch und rückständig empfundenen Lebensweisen zu verändern. Hierbei wurde auch stark in die Architektur der Bergdörfer eingegriffen. So wurden Türme als Symbole einer archaischen Zeit abgerissen, um Verwaltungs- und Nutzgebäude der neu gegründeten Kolchosen und Sowchosen (u. a. Schulen, Krankenhäuser, Läden) daraus zu bauen und somit den Aufbruch in die neue Zeit auch in der Architektur deutlich zu machen.
Vor allem stammen aus dieser Zeit Bauelemente, die an eine für die Sowjetunion typische, elegante und großzügige Datschenarchitektur mit vorgebauten, verschlossenen Balkonen in georgischem Stil erinnern, von denen aus die in der Regel in einer Reihe liegenden Zimmer erreichbar sind. Dies galt gleichermaßen für die neu errichteten Wohngebäude mit großen Fenstern und vorgebauten, verglasten Terrassen, die Licht und Wärme ins Haus ließen und somit das Leben in den verrauchten Räumen beendeten. Allerdings muss festgestellt werden, dass für die Umgebung Mestias ebenfalls balkonähnliche Holzvorbauten älteren Datums in den Fotografien des italienischen Bergsteigers und Fotografen Vittorio Sella zu finden sind.

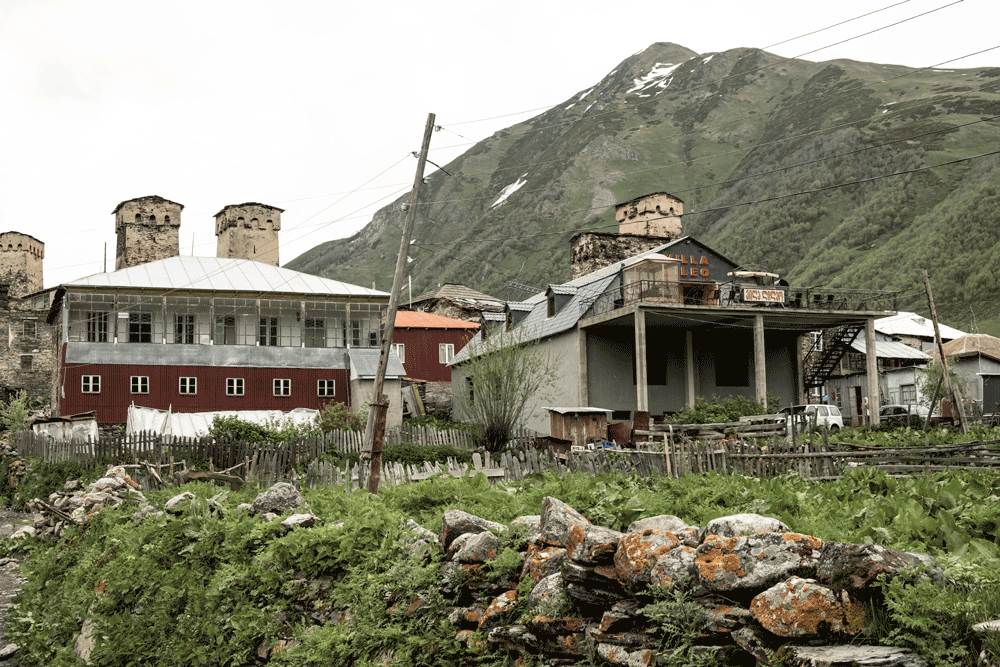
Bauliche Veränderungen in Uschguli als Folge touristischer Nachfrage.

Während der ökologischen Katastrophe im Winter 1986/87, die durch andauernde, ungewöhnlich starke Schneefälle verursacht wurde, starben, je nach Quellenlage, 80 bis 100 Menschen in Ober- und Unterswanetien und es wurde auch eine große Zahl historischer Bausubstanz zerstört. Infolgedessen wurden ungefähr 16.000 Menschen dauerhaft umgesiedelt in andere Regionen Georgiens, v. a. in Dörfer in Kvemo Kartli, südlich von Tbilisi.

## Aktuelle Entwicklungen
Dass die Zahl der Türme in Oberswanetien zurückgeht, ohne dass dies in einer ausgeprägten Ruinenstruktur zu Tage tritt, hat zwei Gründe: Zum einen wurde das Baumaterial von eingefallenen Türmen oder anderen Gebäuden schon immer weiterverwendet, um neue Gebäude zu errichten und alte zu erweitern. Denn es war unter großen Mühen von vorangegangenen Generationen gewonnen worden – hier geben die unterschiedlichen Mörtel auf Kalk- oder Zementbasis auch Aufschluss über verschiedenen Bauphasen.
Aufgrund von baulichen Veränderungen durch menschliche Tätigkeit (v. a. für touristische Unterkünfte) oder die Zerstörung des architektonischen Erbes durch Naturereignisse wie Lawinenabgänge und Erdrutsche kommt es dennoch zu einem fortschreitenden Verlust an historischer Bausubstanz.
Um die gesamte Kulturlandschaft im Rahmen eines nachhaltigen oder sanften Tourismus, der Verdienstmöglichkeiten für die lokale Bevölkerung schafft, zu erhalten, bedarf es eines Managementplans für die Dörfer von Oberswanetien von Seiten des georgischen Staates. Hierbei müssen lokale Verwaltung und vor allem die ortsansässigen Bevölkerung einbezogen werden. Dies betrifft vor allem die Dorfgemeinschaft Uschguli, da vom Ortsteil Tschaschaschi (Chazhashi) und der ihn umgebenden Pufferzone die gesamte Erwähnung der Region unter dem touristisch attraktiven Label des Weltkulturerbes abhängt. Denn Bau- und Erhaltungsmaßnahmen werden von der UNESCO finanziell nicht gefördert und dem georgischen Staat scheinen außerhalb des von der UNESCO ausgezeichneten Ortsteils Tschaschaschi bislang weitestgehend die Mittel zur Unterstützung der lokalen Bevölkerung beim Erhalt der Gebäude zu fehlen.
Mit dem seit 2016 voranschreitenden Bau der Autostraße von Sugdidi (georgisch ზუგდიდი, Zugdidi) über Mestia, Uschguli und den Latpari-Pass nach Lentechi (georgisch ლენტეხი, Lentekhi) ist mit einer zunehmend besseren Erschließung der Bergdörfer Oberswanetiens zu rechnen, was neben einer Verbesserung der Lebensbedingungen vor Ort allerdings auch zu erheblichen Veränderungen in der Kulturlandschaft führen wird.